# ライオンズ (ラグビー)
ライオンズ（英: Lions）は、ユナイテッド・ラグビー・チャンピオンシップに参加する南アフリカ共和国のラグビーユニオンチーム。命名権により「エミレーツ・ライオンズ（Emirates Lions）」ともいう。本拠地はハウテン州ヨハネスブルグのエリス・パーク・スタジアム（エミレーツ・エアライン・スタジアム）。

## 概要
スーパーラグビーなどの国際大会に参加することを目的に創設された南アフリカの地域フランチャイズチーム。カリーカップのメンバーであるゴールデン・ライオンズが母体。
チームカラーは赤。

## 歴史
カリーカップに参加しているゴールデン・ライオンズを母体として1996年に創設。
1996シーズンにはトランスヴァール（Transvaal）、1997シーズンにはハウテン・ライオンズ（Gauteng Lions）のチーム名でスーパー12（後のスーパーラグビー）に参加。地域フランチャイズの導入に伴い1998シーズンからキャッツ（Cats）となる。2007シーズンからライオンズ。
2010シーズンのスーパーラグビーでは13戦全敗で最下位に終わった。2012シーズンも最下位になると、南アフリカラグビー協会は翌シーズンのスーパーラグビーからライオンズを除外し、代わりに東ケープ州ポート・エリザベスを拠点とするサザン・キングスを参加させることを決定した。しかし2013シーズンのスーパーラグビーでサザン・キングスが最下位に終わり、その後のライオンズとのプレーオフでも敗れたことを受け、ライオンズは1シーズンでスーパーラグビーに復帰した。
2020シーズン、コロナ禍の影響でスーパーラグビーが中断され、南アフリカ国内で代替開催されたスーパーラグビー・アンロックトに参加。
2021-22シーズンからはユナイテッド・ラグビー・チャンピオンシップに参加。

## タイトル
- スーパーラグビー
  - 準優勝 3回：2016, 2017, 2018

## 成績

### スーパーラグビー戦績
| シーズン | 試合数 | 勝 | 分 | 敗 | 順位 | プレーオフ |
| -------- | ------ | -- | -- | -- | ---- | ---------- |
| 1996     | 11     | 3  | 0  | 8  | 10位 | ―          |
| 1997     | 11     | 5  | 1  | 5  | 5位  | ―          |
| 1998     | 11     | 2  | 0  | 9  | 12位 | ―          |
| 1999     | 11     | 4  | 0  | 10 | 11位 | ―          |
| 2000     | 11     | 7  | 0  | 4  | 4位  | ベスト4    |
| 2001     | 11     | 7  | 0  | 4  | 3位  | ベスト4    |
| 2002     | 11     | 1  | 0  | 9  | 11位 | ―          |
| 2003     | 11     | 2  | 0  | 9  | 12位 | ―          |
| 2004     | 11     | 2  | 0  | 9  | 12位 | ―          |
| 2005     | 11     | 1  | 1  | 9  | 12位 | ―          |
| 2006     | 13     | 2  | 1  | 10 | 13位 | ―          |
| 2007     | 13     | 5  | 0  | 8  | 12位 | ―          |
| 2008     | 13     | 2  | 1  | 10 | 14位 | ―          |
| 2009     | 13     | 4  | 0  | 9  | 12位 | ―          |
| 2010     | 13     | 0  | 0  | 13 | 14位 | ―          |
| 2011     | 16     | 3  | 1  | 12 | 14位 | ―          |
| 2012     | 16     | 3  | 0  | 13 | 15位 | ―          |
| 2014     | 16     | 7  | 0  | 9  | 12位 | ―          |
| 2015     | 16     | 9  | 1  | 6  | 8位  | ―          |
| 2016     | 15     | 11 | 0  | 4  | 2位  | 準優勝     |
| 2017     | 15     | 14 | 0  | 1  | 1位  | 準優勝     |
| 2018     | 16     | 9  | 0  | 7  | 2位  | 準優勝     |
| 2019     | 16     | 8  | 0  | 8  | 9位  | ―          |
| 2020     | 6      | 1  | 2  | 3  | 5位  | ―          |

- 1996-2005シーズン：スーパー12
- 2006-2010シーズン：スーパー14
- 2011-2019シーズン：スーパーラグビー
- 2020シーズン：スーパーラグビー・アンロックト

### ユナイテッド・ラグビー・チャンピオンシップ戦績
| シーズン | 試合数 | 勝 | 分 | 敗 | 順位 | プレーオフ |
| -------- | ------ | -- | -- | -- | ---- | ---------- |
| 2021     | 18     | 8  | 0  | 10 | 12位 | ―          |
| 2022     | 18     | 9  | 0  | 9  | 9位  | ―          |
| 2023     | 18     | 9  | 0  | 9  | 9位  | ―          |
| 2024     | 18     | 8  | 0  | 10 | 11位 | ―          |

## スコッド
2024-25シーズンのスコッド（2024年8月現在）
| フッカー - PJ・ボタ - モルネ・ブランドン - ジャック・ロイスデュトワ - フランコ・マレー - ヤコ・ヴィサギエ プロップ - ルアン・ドレイヤー - モーガン・ナウデ - アセナシ・ントラバカニエ - ヘイコ・ペールマン - ジュアン・スクーマン - JP・スミス - コンラード・ファンフィーレン ロック - ルアーン・デルポート(Ruan Delport) - ダリエン・ランズバーグ - エティエンヌ・オイストハイセン - ラインハルト・ノートナーゲル - シババロ・キューマ - ライナルド・ルーツ - ルーベン・スクーマン - ルアン・フェンター | フランカー/No.8 - ヤロッド・ケアンズ - レンゾ・デュプレシー(Renzo du Plessis) - イザン・エスターハウゼン(Izan Esterhuizen) - フランケ・ホーン - JC・プレトリウス - WJ・スティンカンプ - ルーハン・ストラエリ スクラムハーフ - ヨハン・マルダー - サネーレ・ノハンバ - ニコ・ステイン - モルン・ファン・デン・バーグ フライハーフ - ジアニ・ロンバート - カーデ・ウォルハター | センター - エリッチ・クローネ - ザンダー・デュプレッシー - ラインハルト・ヨンカー - マリウス・ロウ - マニー・ラス - ヘンコ・ファン・ヴィック ウイング - ボールドウィン・ハンセン - リチャード・クリエル - ラブズ・マクウァネ - エドウィル・ヴァン・デル・メルヴァ フルバック - クアン・ホーン - タピワ・マフラ |
| | | |
| はキャプテン。 | | |

## 歴代所属選手
- トッド・クレバー - アメリカ代表
- AJ・フェンター - 南アフリカ代表
- ジャック・フーリー - 南アフリカ代表
- ブッチ・ジェームス - 南アフリカ代表
- ヴィリー・ブリッツ
- クリュザンダー・ボタ
- ジョシュ・ストラウス - スコットランド代表
- ロリー・ココット - フランス代表
- フランコ・モスタート - 南アフリカ代表
- コンラッド・バンワイク
- ジャックス・ヴァンローエン
- ライオネル・マプー - 南アフリカ代表
- ルアン・コンブリンク - 南アフリカ代表
- ローレンス・エラスマス
- ポール・ヴィレムサ - フランス代表
- ワーレン・ホワイトリー - 南アフリカ代表
- クワッガ・スミス - 南アフリカ代表
- コーネ・フーリー
- デーヴィッド・ブルブリング
- ハロルド・フォスター
- ティアン・メイヤー
- ヘルダス・ファンデンヴォルト
- ロバート・クルーガー
- アフィウェ・デャンティ - 南アフリカ代表
- マルコム・マークス - 南アフリカ代表
- ルアン・フェルマーク
- エルトン・ヤンチース - 南アフリカ代表
- ヤニー・デュプレッシー - 南アフリカ代表
- マーヴィン・オリー - 南アフリカ代表
- バーガー・オーデンダール
- ハチヴァ・ダイマニ
- PJ・スティーンカンプ
- ローハン・ヤンセ・ファンレンズバーグ - 南アフリカ代表
- ティアン・スワネポール - ナミビア代表
- ディバン・ルソウ - ナミビア代表
- ルアーン・スミス
- ウィレム・アルバーツ
- ヤコ・クリエル
- ジアニ・ロンバート
- アンドリース・クッツェー